# نامه‌های یک برهمایی
نامه‌های یک برهمایی نام یک کتاب ادبی است که توسط ولتر، نویسندهٔ اهل فرانسه نوشته شده‌است.